# 遅塚勝一
遅塚 勝一（おそづか かついち、1963年10月17日 - ）は、かつて日本のCMディレクター、演出家として活動していた人物。その傍ら、音楽プロデューサー、イヴェント・オーガナイザーの葛飾ホックニーとのDJトークユニット「亜湖派とかほり派 （あこはとかほりは）」のメンバーとしても活動、超絶記憶力を駆使した70年代・80年代カルチャートークの名手としても知られていた。

## 来歴・人物
1963年、茨城県土浦市に生まれる。
宣伝会議養成講座を経て、テレコム・ジャパンに入社、博報堂への出向の後、独立する。当時の同僚に片岡Kがいる。
2000年、テクモのギャロップレーサーシリーズ第4作「ギャロップレーサー2000」のCMにせんだみつおを起用、遅塚の考案したキャッチコピー「せんだが二人で、にせんだ!」が、同年のせんだの「二千田光雄」への改名のもとになる。
2006年、葛飾ホックニーと出逢い、「Picture Yourself Sound School」の第2回から、葛飾とふたりで「亜湖派とかほり派」を結成して、アナログレコードをかけながら歌謡曲や古いテレビ番組を語る、独特のトークライヴを始める。翌2007年の『Picture Yourself Sound School #6 Superstar Carnival 俺たちがテレビだ!』では、東京・池袋の「池袋小劇場」での1週間連日のヴァラエティライヴショウを、葛飾および音楽プロデューサーの鈴木ダイスケとともにプロデュース、演出をつとめる。演劇界・お笑い界での人脈の広さとそのクールなセンスが全面的に展開された。
同年9月、東京・中目黒の「ウディーシアター中目黒」で、4話オムニバス演劇『俺たちがドラマだ!』をプロデュースする。そのうちの1話『セクシー・バス・ストップ』（脚本亜湖派とかほり派）の演出をする。生まれ育った土浦市を舞台に、テレビ番組『ぎんざNOW!』や雑誌『POPEYE』など、1976年の文化をフィーチャーしたその内容に、全日大入り満員となった。
演劇総合ワークショップ「NOVI-Labo」で「オーディション講座」の特別講師をつとめる。
2008年8月、DJ VINS★、河井克夫らのバイノーラルユニット「ミミオヤジ」の結成に参加、ラジオ番組の制作を開始する。同月3日、プレイヴェント『夏だ! ラジオだ! バイノーラル祭り! 〜 僕たち、本当にFMラジオ番組をつくっちゃいました。』を東京・お台場の東京カルチャーカルチャーで開催、その模様は、同月31日の深夜、TFMで放送された。

## フィルモグラフィ

### CM
- おかめ納豆 （タカノフーズ、出演浅野ゆう子）
- ギャロップレーサー2000 （テクモ、出演せんだみつお、2000年2月）
- ファイテンVMドリンク （ファイテン、出演金本知憲、2007年）
- クリック証券 （クリック証券、出演山本彩乃、吉永実夏ほか、2010年）

## テアトログラフィ
- Picture Yourself Sound School #2 （2006年7月30日、DJイヴェント、新宿ゴールデン街劇場） - プロデューサー、出演
- Picture Yourself Sound School #3 （2006年9月6日、DJイヴェント、新宿ゴールデン街劇場） - プロデューサー、出演
- Picture Yourself Sound School #4 ぎんざNOWは絶快調!! （2006年11月15日、ヴァラエティライヴショウ、新宿ロフトプラスワン） - プロデューサー、出演
- Picture Yourself Sound School #5 オールスター新年会 （2007年1月30日、ヴァラエティライヴショウ、中野heavy sick ZERO） - プロデューサー、出演
- Picture Yourself Sound School #6 Superstar Carnival 俺たちがテレビだ! （2007年3月5日 - 11日、ヴァラエティライヴショウ、池袋小劇場） - プロデューサー、演出、出演、映像制作
寸劇『タイムスリップ! 一休さん』（鈴木ダイスケ作、葛飾ホックニー主演） - 演出、出演
- Picture Yourself Sound School #7 Allstar Festival 80年代がやってきた! （2007年4月30日、ヴァラエティライヴショウ、中野heavy sick ZERO） - プロデューサー、出演、映像制作
- 俺たちがドラマだ! （2007年9月13日 - 17日、4話オムニバス演劇、ウディーシアター中目黒） - プロデューサー
オムニバス1話『セクシー・バス・ストップ』 （B面、脚本亜湖派とかほり派、主演中野将樹・森若香織） - 演出
- 夏だ! ラジオだ! バイノーラル祭り! 〜 僕たち、本当にFMラジオ番組をつくっちゃいました。（2008年8月3日、東京カルチャーカルチャー）

## 関連事項
- 土井よしお
- 森若香織
- せんだみつお
- 寒空はだか
- 亜湖